# Картыварынглемынг
Картыварынглемынг (устар. Карты-Варын-Юган) — река в России, протекает по Ханты-Мансийскому АО. Устье реки находится в 75 км по левому берегу реки Лямин 2-й. Длина реки составляет 83 км, площадь водосборного бассейна 586 км².

## Притоки
- 8 км: Хальинкъюган (пр)
- 44 км: Лоркортъюган (пр)

## Данные водного реестра
По данным государственного водного реестра России относится к Верхнеобскому бассейновому округу, водохозяйственный участок реки — Обь от города Нефтеюганск до впадения реки Иртыш, речной подбассейн реки — Обь ниже Ваха до впадения Иртыша. Речной бассейн реки — (Верхняя) Обь до впадения Иртыша.
Код объекта в государственном водном реестре — 13011100212115200046201.